# 베야즈트 외즈튀르크
베아즈트 외즈튀르크(튀르키예어: Beyazıt Öztürk, 1969년 3월 12일~), 또는 베야즈(튀르키예어: Beyaz)는 튀르키예의 방송인, 배우이다.